# 亚扎底律
亚扎底律（Mon： ⓘ 緬甸語：；1368年—1421年），旧译羅娑陀利，缅甸勃固王朝第九代君主，1384至1421年在位，他常被认为是缅甸最伟大的君主之一。他成功的将下缅甸的全部三个讲孟语的地区重新统一了起来，并在四十年战争（1385－1424）中抵挡了北部缅人的阿瓦王朝的猛攻。1406年，他被明朝册封为大古剌宣慰司的宣慰使。
当亚扎底律1383年成为勃固统治者时，他才16岁。勃固省及另两个讲孟语的地区处于叛乱之中。1380年代，他凭借鉴定的决心和军事指挥能力击退了阿瓦王国的入侵，1390年代他重新统一了三个地区。四十年战争的后半段，他会见了阿瓦王国的敏浩一世。
亚扎底律的女儿信绍布是缅甸历史上唯一的女摄政者，也是最开明的统治者之一。亚扎底律的传奇故事《亞扎底律起義史》在孟语、缅甸语和泰语的史诗中都有传唱。